# 코식이
코식이는 현재 대한민국의 에버랜드 동물원에 있는 32살의 아시아 인도코끼리(Elephas maximus indicus)로, ‘네’, ‘참 좋아’, ‘앉아’, ‘누워’를 포함한 다른 네 단어를 소리 낸 것을 사육사가 목격하면서 신문(2006년 9월)에 보도된 적이 있다. 코식이는 사람이 손가락을 이용해 휘파람을 분 것과 비슷한 원리로 입김을 내뿜는 동시에 코를 입에 넣고 흔들며 공기를 조절해 사람의 소리를 흉내 냈다. 에버랜드 권수완 동물원장은 ‘코식이가 단어를 소리 내어 발음할 때 그 뜻도 함께 이해한 지 알기 위해 사육사, 수의사, 그리고 과학 전문가들과 함께 좀 더 구체적인 연구를 계획하고 있다’고 전했다.

## 참고
- 사이언스(2006. 10. 6), ‘Random Samples’
- Associated Press Article
- TV:말하는 코끼리 - 유튜브